# Lista de pilotos campeões da IndyCar Series e da Formula 1
Este artigo traz uma lista com os pilotos de automobilismo que encerraram suas carreiras sendo Campeões da IndyCar Series, seja ela organizada pela Indy Racing League/IndyCar ou pela CART/Champ Car, e também da Formula 1. Até hoje, somente 4 pilotos lograram esta façanha.

## Lista de Pilotos
| # | Piloto             | Ano em que foi campeão da F-1 | Ano em que foi campeão da F-Indy |
| - | ------------------ | ----------------------------- | -------------------------------- |
| 1 | Mario Andretti     | 1978                          | 1965, 1966, 1969 e 1984          |
| 2 | Emerson Fittipaldi | 1972 e 1974                   | 1989                             |
| 3 | Nigel Mansell      | 1992                          | 1993                             |
| 4 | Jacques Villeneuve | 1997                          | 1995                             |